# Tribunal de Contas dos Municípios do Estado da Bahia
O Tribunal de Contas dos Municípios da Bahia (TCM-BA) é o órgão colegiado brasileiro especializado na análise de contas públicas dos municípios que compõem o estado da Bahia.

## História
Foi criado pelo então governador Luiz Viana Filho através da Lei Estadual n.º 2 838 de 17 de setembro de 1970 e instalado em 10 de março de 1971 com o nome de Conselho de Contas dos Municípios, subordinado ao poder executivo estadual tinha como atribuição, auxiliar o controle externo das finanças e dos orçamentos dos municípios.
Em 1985 com a Emenda à Constituição da Bahia n.º 25 o Conselho de Contas ganhou o status de Tribunal, mantido seu caráter fiscalizatório, foi modernizado com a atribuição de emitir normas, simplificar e racionalizar tarefas e orientar órgãos e entidades municipais.
Com a promulgação da Constituição Federal de 1988 o Tribunal de Contas dos Municípios da Bahia ganhou alicerce jurídico e no ano de 1989 com a Constituição baiana teve um crescimento das suas atribuições preexistentes passou a estipular prazos e datas para a prestação das contas, estatuiu o prazo de 365 dias, a partir do término do exercício a que se referia, para que o TCM julgue contas dos administradores e demais responsáveis por dinheiro, bens e valores públicos da administração direta e indireta, inclusive das autarquias, fundações, empresas públicas e sociedades instituídas e mantidas pelo poder público.
Em 2016 o órgão não aprovou nenhuma das contas prestadas sem ressalvas até as sessões realizadas em novembro. Nesse período, foram relatadas 160 contas (38%) referentes ao ao ano fiscal de 2015. Delas, foram rejeitadas 74, aprovadas 82 com ressalvas e quatro receberam outras decisões. Em comparação ao mesmo intervalo temporal anterior, o TCM analisou mais contas ao fim de novembro: 291 contas de prefeituras julgadas. Entretanto, também se verificou a ausência de contas aprovadas sem ressalvas em 2015 sobre o ano fiscal de 2014, pois foram rejeitadas 92 e aprovadas 199 com ressalvas.
A aprovação da proposta de emenda à constituição estadual relativa à extinção do Tribunal de Contas dos Municípios do Estado do Ceará em dezembro de 2016 repercutiu na Bahia. Foi fortalecida a posição favorável à extinção do TCM-BA na discussão desenvolvida na Assembleia Legislativa da Bahia sobre a incorporação daquele órgão ao TCE-BA ou a manutenção dele.

## Atribuições
Sendo órgão vinculado ao poder legislativo, com autonomia administrativa e funcional compete ao Tribunal de Contas dos Municípios da Bahia:
- As atividades de apreciar as contas prestadas anualmente pelas Prefeituras e Câmaras Municipais;
- Julgar as contas de administradores e responsáveis por dinheiros e bens públicos, inclusive das autarquias, fundações, empresas públicas e sociedades de economia mista;
- Fiscalizar, em qualquer entidade civil, a aplicação de recursos públicos recebidos de órgãos ou entidades da administração indireta municipal;
- Decidir sobre denúncias que lhe tenham sido formuladas;
- Apreciar a legalidade dos atos de admissão de pessoal no âmbito municipal;
- Julgar da legalidade das concessões de aposentadoria, transferências para a reserva, reformas e pensões, etc.

## Tribunal Pleno
O Tribunal Pleno da Corte é órgão de direção superior do Tribunal de Contas dos Municípios e a quem compete apreciar todas as matérias inseridas nas competências da instituição (artigo 8.º do Regimento Interno). É formado por sete conselheiros escolhidos de acordo com regras constitucionais, os quais, em seus eventuais impedimentos, são substituídos por auditores.
A composição do Tribunal Pleno para o biênio 2023–2025 é a seguinte:
| Nome                             | Função                      | Nomeado por        |
| -------------------------------- | --------------------------- | ------------------ |
| Francisco de Souza Andrade Netto | Presidente                  | César Borges       |
| Mário Negromonte                 | Vice-Presidente             | Jaques Wagner      |
| Plínio Carneiro Filho            | Corregedor                  | Jaques Wagner      |
| Ronaldo Sant'Anna                | Presidente 2.ª Câmara       | Jerônimo Rodrigues |
| Paulo Fernando Rangel            | Presidente 1.ª Câmara       | Jerônimo Rodrigues |
| Nelson Pelegrino                 | Diretor da Escola de Contas | Rui Costa          |
| Aline Peixoto                    | Ouvidora                    | Jerônimo Rodrigues |

## Conselheiros atuais
| Nome                             | Imagem | Nomeado por        | Posse                | Notas | Ref.        |
| -------------------------------- | ------ | ------------------ | -------------------- | --- | ----------- |
| Francisco de Souza Andrade Netto |        | César Borges       | 1999                 | ex-Secretário Estadual de Segurança Pública da Bahia de 1992 até 1998, durante as gestões de Antônio Carlos Magalhães, Antônio Imbassahy, Paulo Souto e César Borges. | [ 7 ] [ 8 ] |
| Plínio Carneiro Filho            |        | Jaques Wagner      | 22 de abril de 2010  | | [ 9 ]       |
| Mário Negromonte                 |        | Jaques Wagner      | 6 de junho de 2014   | ex-Ministro das Cidades, Deputado Estadual e Federal da Bahia, filiado ao Progressistas de 2003 até a data de posse no TCM-BA.                                        | [ 10 ]      |
| Nelson Pelegrino                 |        | Rui Costa          | 4 de outubro de 2021 | ex-Secretário de Estado, Deputado Estadual e Federal da Bahia, filiado ao Partido dos Trabalhadores de 1980 até a data de posse no TCM-BA.                            | [ 11 ]      |
| Ronaldo Sant'Anna                |        | Jerônimo Rodrigues | 17 de maio de 2023   | | [ 12 ]      |
| Aline Peixoto                    |        | Jerônimo Rodrigues | 9 de março de 2023   | ex-Primeira Dama do Estado da Bahia, esposa do ex-governador e atual Ministro-chefe da Casa Civil Rui Costa.                                                          | [ 13 ]      |
| Paulo Fernando Rangel            |        | Jerônimo Rodrigues | 8 de março de 2024   | ex-Deputado Estadual e Federal da Bahia, filiado ao Partido dos Trabalhadores de 1982 até a data de posse no TCM-BA.                                                  | [ 14 ]      |